# Brauerei Rosengarten
Die Brauerei Rosengarten AG ist eine Schweizer Bierbrauerei mit Sitz in Einsiedeln. Das Familienunternehmen produziert nebst dem bekannten Einsiedler Bier auch Maisgold Bier,  Schwyzer Bock Bier, Einsiedler Weizen Bier, Alpenbier sowie Dinkel Einsiedler Bier.
Die Wurzeln der Brauerei können aufgrund von Protokollen und Verträgen bis 1872 urkundlich nachverfolgt werden. 1905 wurde die Brauerei von Franz Lindinger übernommen. Nach seinem Tod ging das Unternehmen 1927 an seine Erben über und wurde in eine Kollektivgesellschaft umgewandelt. Durch Heirat mit Anna Marty, einer Enkelin von Franz Lindinger, gelangte das Unternehmen in den Besitz von Alois Gmür. Dieser war 1953 nach Einsiedeln gezogen, um dort sein Brauhandwerk auszuüben. 1956 wurde die Gesellschaft unter dem Namen Brauerei Rosengarten AG in eine Aktiengesellschaft umgewandelt.

## Produkte
Die aktuelle Palette umfasst folgende Biere: 
- Alpenbier naturtrüb (Bio Bier mit Knospe)
- Dinkel
- Lager dunkel
- Lager hell
- Maisgold
- Spezial dunkel
- Spezial hell
- Schwyzer Bockbier
- Einsiedler Weizen
- äs Gäächs - Muotathaler Wildiheubier
- Einsiedler Radler
- Einsiedler alkoholfrei